# John Benjamin Toshack
John Benjamin Toshack OBE (22 de març de 1949) és un exfutbolista gal·lès, posteriorment entrenador de futbol.

## Trajectòria com a futbolista
El primer club de Toshack fou el Cardiff City, de la seva ciutat natal. Debutà al club amb 16 anys i 236 dies, essent el futbolista més jove en debutar al club durant 41 anys, fins que fou superat per Aaron Ramsey el 2007. L'11 de novembre de 1970 fou fitxat per Bill Shankly pel gran Liverpool FC dels anys 70, on formà una brillant davantera al costat de Kevin Keegan. Shankly pagà 110.000 lliures per ell. A la seva etapa al Liverpool Toshack marcà 96 gols i guanyà les lligues de 1973, 1976 i 1977, a més de la copa de 1974, la Copa de la UEFA de 1973 i 1976 i la Copa d'Europa de 1977. Fou internacional amb Gal·les en 40 partits, en els quals marcà 12 gols. Les lesions perjudicaren la seva carrera i es retirà al Swansea City AFC on fou entrenador-jugador.

## Trajectòria com a entrenador
La seva etapa d'entrenador començà de forma brillant al Swansea City, club al que portà de la quarta a la primera divisió en tres temporades. Durant la seva etapa a aquest club va rebre l'Orde de l'Imperi Britànic. L'any 1984 fitxà per l'Sporting de Lisboa, i posteriorment fou entrenador del Reial Madrid en dues etapes i de la Reial Societat en tres. També fou entrenador del Deportivo de La Coruña i del Reial Múrcia CF a la lliga espanyola, així com del Beşiktaş JK turc, de l'AS Saint-Étienne francès i del Catania italià. També ha estat seleccionador gal·lès.
El seu fill Cameron també és futbolista professional, al Cardiff City FC.

## Palmarès
Com a jugador
- Copa gal·lesa de futbol: 1967, 1968, 1969
- Lliga anglesa de futbol (1a categoria): 1973, 1976, 1977
- Copa de la UEFA: 1973, 1976
- Copa anglesa de futbol: 1974
- Charity Shield: 1976
- Supercopa d'Europa de futbol: 1977
- Copa d'Europa de futbol 1976-77

Com a jugador-entrenador
- Football League Fourth Division anglesa (4a categoria): 3r lloc (ascens) 1978
- Football League Third Division anglesa (3a categoria): 3r lloc (ascens) 1979
- Football League Second Division anglesa (2a categoria): 3r lloc (ascens) 1981
- Copa gal·lesa de futbol: 1981, 1982, 1983

Com a entrenador
- Copa espanyola de futbol masculina: 1987
- Lliga espanyola de futbol masculina: 1990
- Supercopa espanyola de futbol: 1995
- Copa turca de futbol: 1998

Premis individuals
- Premi Don Balón Entrenador de l'any a la lliga: 1989, 1990